# Grobbach
Der Grobbach und seine Nebenbäche bilden das beherrschende Talsystem im Stadtwald von Baden-Baden im Nordschwarzwald. Zusammen mit dem von rechts zuströmenden Oosbach bildet der rund 11 Kilometer lange Grobbach ab dem Stadtteil Lichtental den Fluss Oos. 

## Geographie

### Verlauf und Tallandschaft
Beim Grobbach sind zwei Oberlauf-Stränge zu betrachten; zum einen der namentliche Grobbach, der in den Hängen des Vorfeldkopfes östlich der Siedlung Obere Plättig entspringt, und zum anderen der deutlich abflussstärkere Strang über Grimbach und Harzbach, der seinen Anfang in einem Kar des östlich benachbarten Mittelfeldkopfes nimmt.
Die vielen parallelen Quellfließe des Grobbachs sammeln sich in einer Wiesenmulde östlich der Bühlerhöhe. In geringer Entfernung von mitunter kaum 200 Metern zum Hauptkamm mit der Schwarzwaldhochstraße fließt der Bach östlich parallel dazu nach Nordosten, oft in Wiesenmulden wie am Grobbachhof und immer wieder kleine Talstufen hinabrauschend. Oberhalb des Grobbachhofes bildet er in der untersten davon die kleinen Kaskaden der Oberen Grobbachfälle.
Nach 4,7 Kilometern Lauf trifft der Grobbach auf den von rechts kommenden Harzbach, der mit mehr als der doppelten mittleren Wasserführung (346 l/s gegenüber 150 l/s) der eigentliche Hauptstrang des Gewässersystems ist und zunächst auch die weitere, nun nordwestliche, Fließrichtung vorgibt. Auch dessen eigentlicher Oberlauf ist dem Namen nach ein Nebenbach; es ist der Grimbach mit seinen kaum noch bekannten kleinen Wasserfällen. Er entwässert den Nordhang der Badener Höhe (1002,2 m ü. NHN, nördlichster „Tausender“ im Schwarzwald). Sein Quellgebiet ist ein in 810 m ü. NHN Höhe gelegenes, von Nieder- und Hochmoorflächen erfülltes, nordostexponiertes Kar, das als Geotop registriert ist.
Unterhalb des Zusammenflusses ist das waldreiche Tal noch bis zum Bütthof abschnittweise beckenartig erweitert. Dann verengt es sich, und der Grobbach stürzt im Geroldsauer Wasserfall knapp 6 Meter tief in eine große Gumpe (lokal auch als Bütte bezeichnet). Nach einem Kilometer mündet die von einem Wanderpfad begleitete Kerbtalstrecke in das breite Geroldsauer Tal aus, eine quer dazu verlaufende, im Wesentlichen tektonisch angelegte Senke von einem Kilometer Breite. Ihr südwestlicher Teil wird durch den von links einmündenden Malschbach entwässert. Auf dessen Nordostrichtung schwenkt der Grobbach allmählich ein und behält sie bei bis zu seiner Vereinigung mit dem Oosbach. Auf diesem letzten, etwa 3 Kilometer langen Abschnitt wird der Grobbach vom schmalen Siedlungsband des Baden-Badener Ortsteils Geroldsau begleitet. 
An seinem Ende im Ortskern von Lichtental hat der Grobbach eine Wasserführung von im Mittel rund 0,78 m³/s, der hier von Südosten kommende Oosbach eine von rund 0,41 m³/s. Die Oos behält dessen Fließrichtung bis zum Austritt in die Oberrheinische Tiefebene bei. Der längste Fließweg im Flusssystem des Grobbachs erstreckt sich ab der Quelle des Grimbachs bis hierher über gut 11 Kilometer.

### Zuflüsse
| Name            | Zufluss von   | Länge  | Einzugs- gebiet | Wasser- führung | Quell- gebiet                                                              | Mündungs- ort                           | Mündungs- höhe |
| --------------- | ------------- | ------ | --------------- | --------------- | -------------------------------------------------------------------------- | --------------------------------------- | -------------- |
| Grimbach        | (Quellstrang) | 2,5 km | 2,78 km²        | 85 l/s          | auf 905 m ü. NHN beim Denkmal Brautstein NO des Mittelfeldkopfs (Koord.)   | 2 km nördlich der Badener Höhe (Koord.) | 518,2 m ü. NHN |
| Oberer Harzbach | rechts        | 1,5 km | 2,34 km²        | 72 l/s          | auf 800 m ü. NHN beim Harzbrunnen W des Eierkuchenbergs (Koord.)           | 2 km nördlich der Badener Höhe (Koord.) | 518,2 m ü. NHN |
| Oberer Grobbach | links         | 4,7 km | 5,11 km²        | 150 l/s         | auf 825 m ü. NHN im NW-Hang des Vorfeldkopfs O der Oberen Plättig (Koord.) | 2 km südlich von Geroldsau (Koord.)     | 358,7 m ü. NHN |
| Littersbach     | rechts        | 3,4 km | 2,29 km²        | 55 l/s          | auf 655 m ü. NHN NW des Scherrhofs, S des Steinbergs (Koord.)              | etwas südlich von Geroldsau (Koord.)    | 256,3 m ü. NHN |
| Malschbach      | links         | 2,5 km | 2,66 km²        | 53 l/s          | auf 370 m ü. NHN am Nordfuß des Wettersbergs (Koord.)                      | im südlichen Geroldsau (Koord.)         | 225,9 m ü. NHN |
| Übelsbach       | rechts        | 3,3 km | 3,03 km²        | 59 l/s          | auf 500 m ü. NHN im Nordhang des Steinkopfs (Koord.)                       | in Geroldsau (Koord.)                   | 190,5 m ü. NHN |

Tallandschaften entlang des Grobbachs
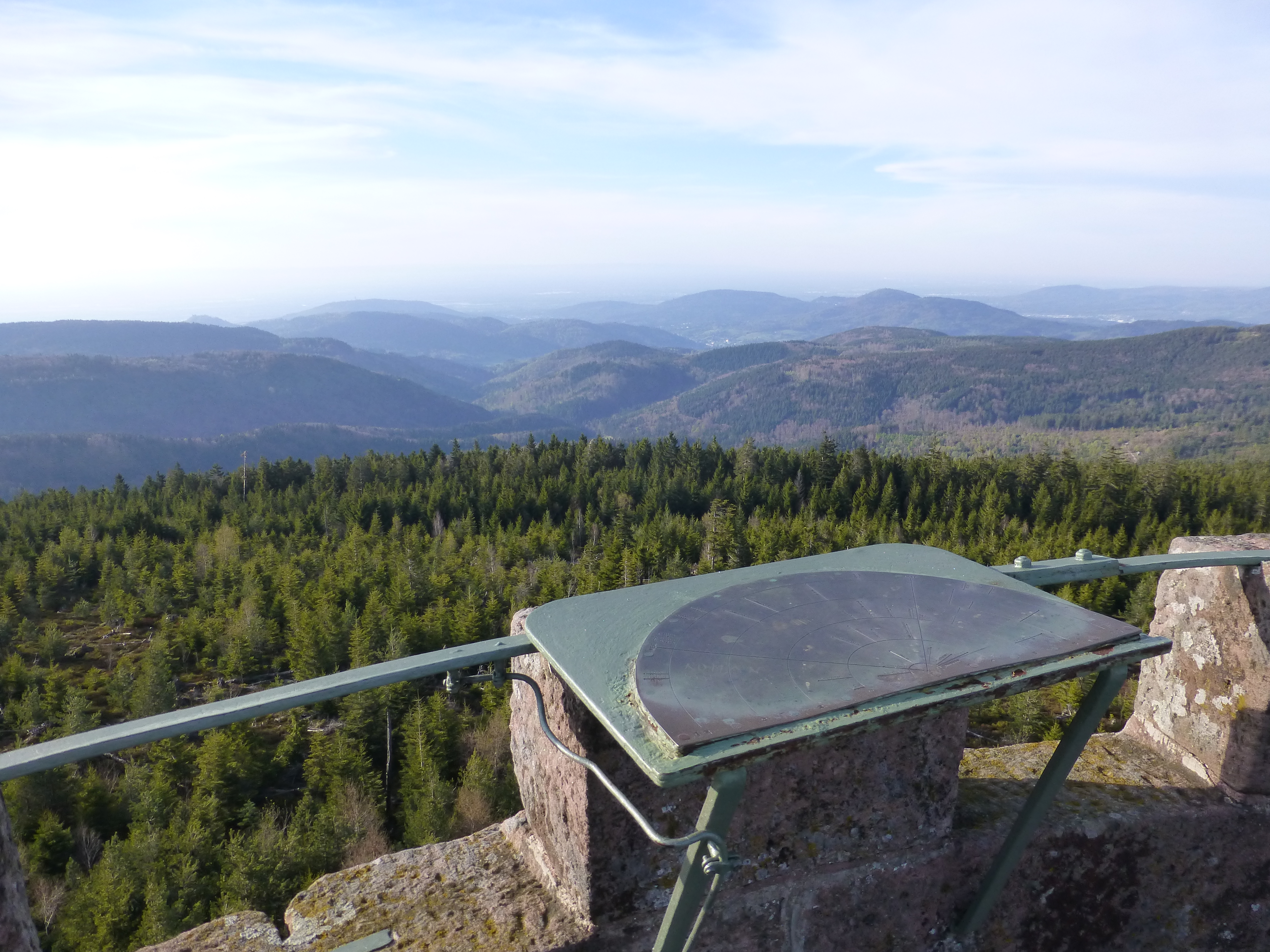
Blick von der Badener Höhe auf Harzbach- und Grobbachtal
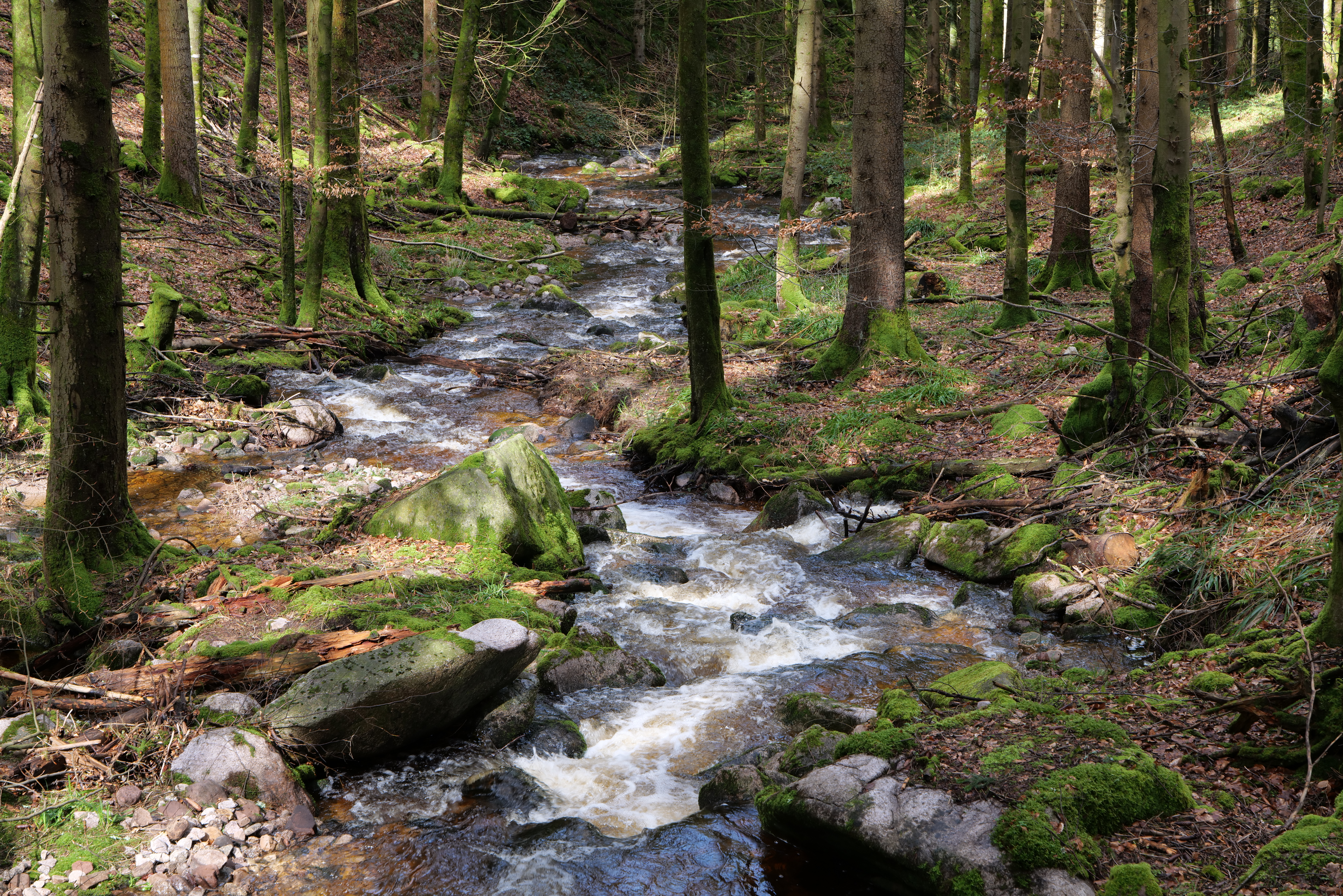
Oberhalb der Grimbachfälle
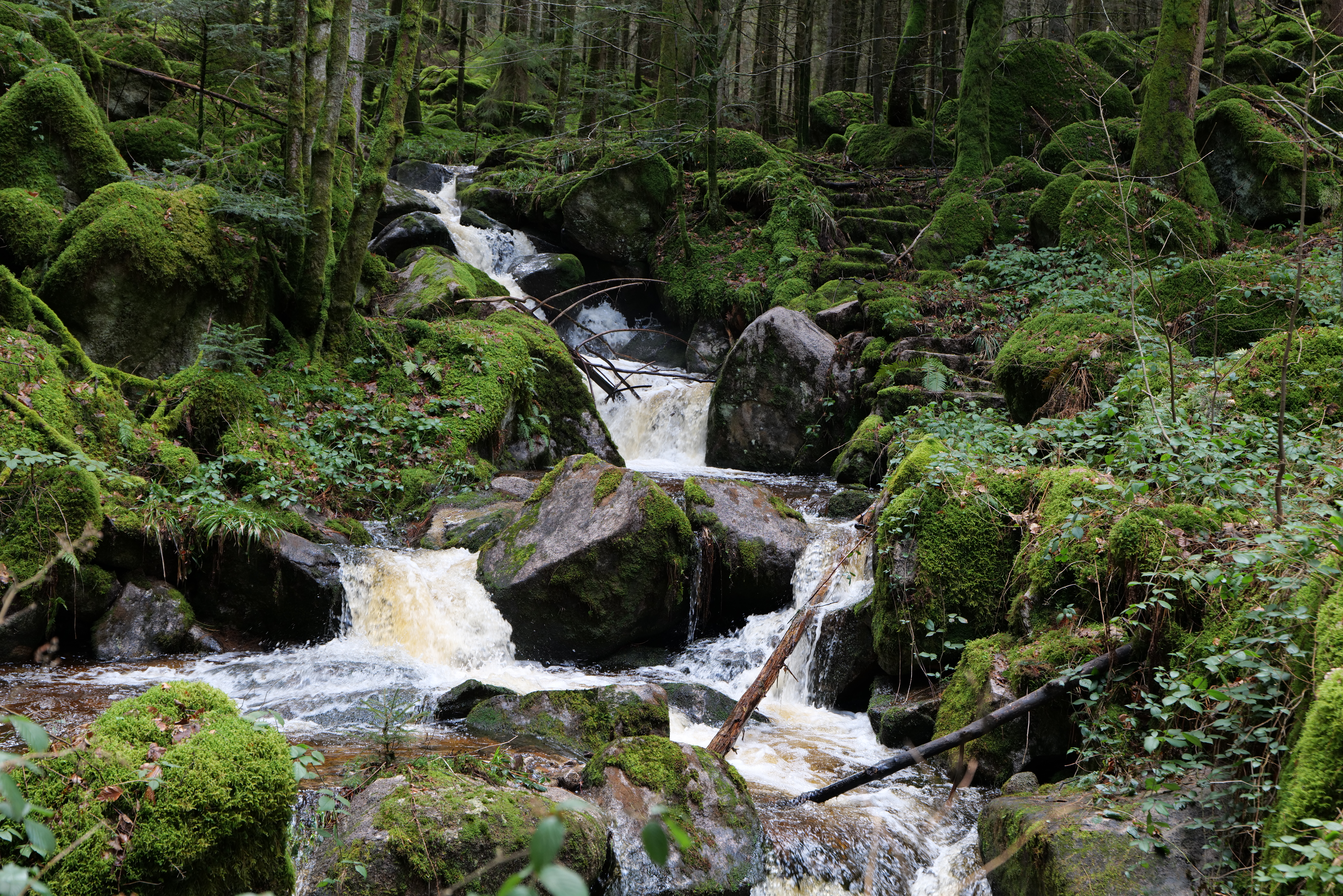
Kaskaden des Grimbachs
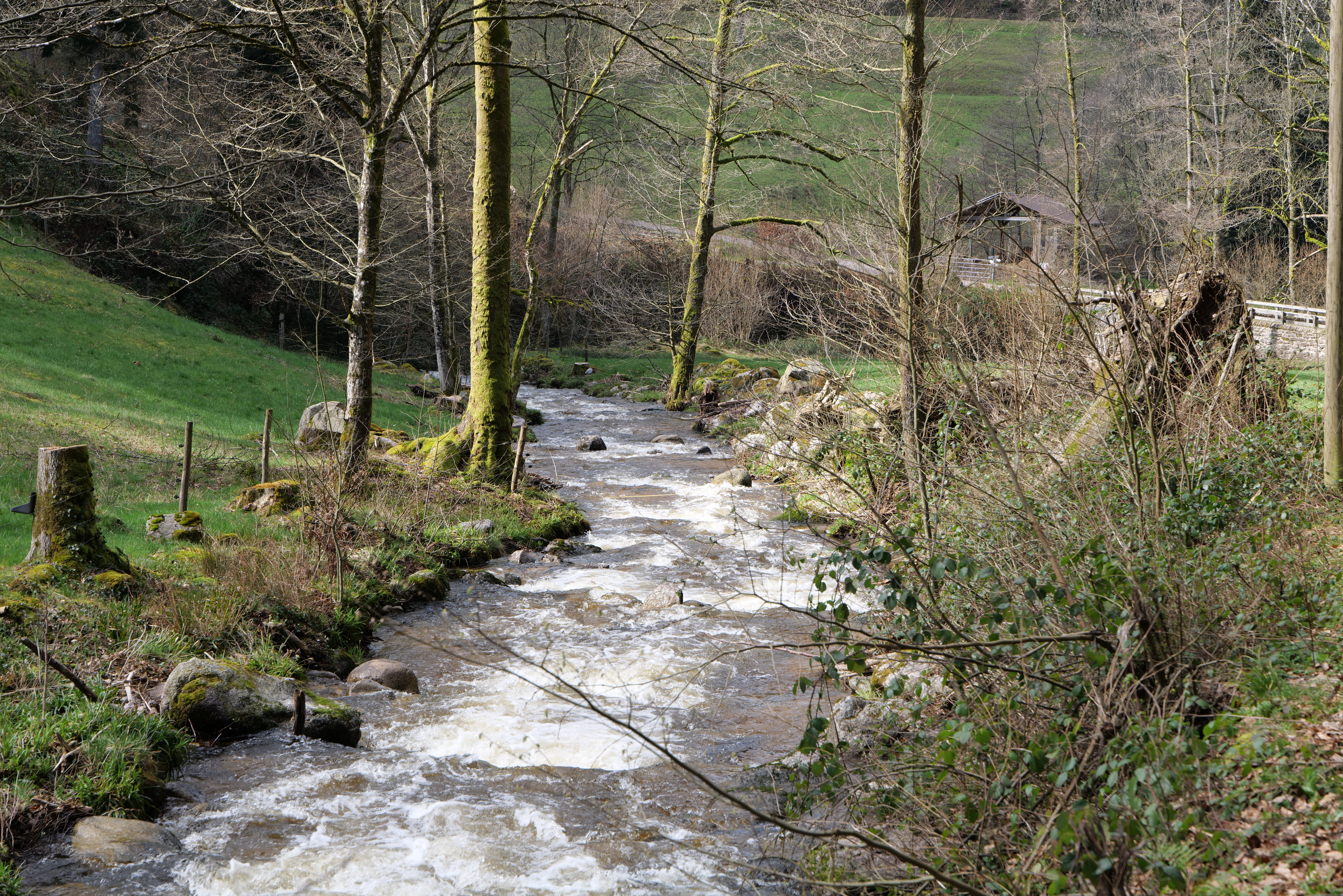
Unteres Harzbachtal
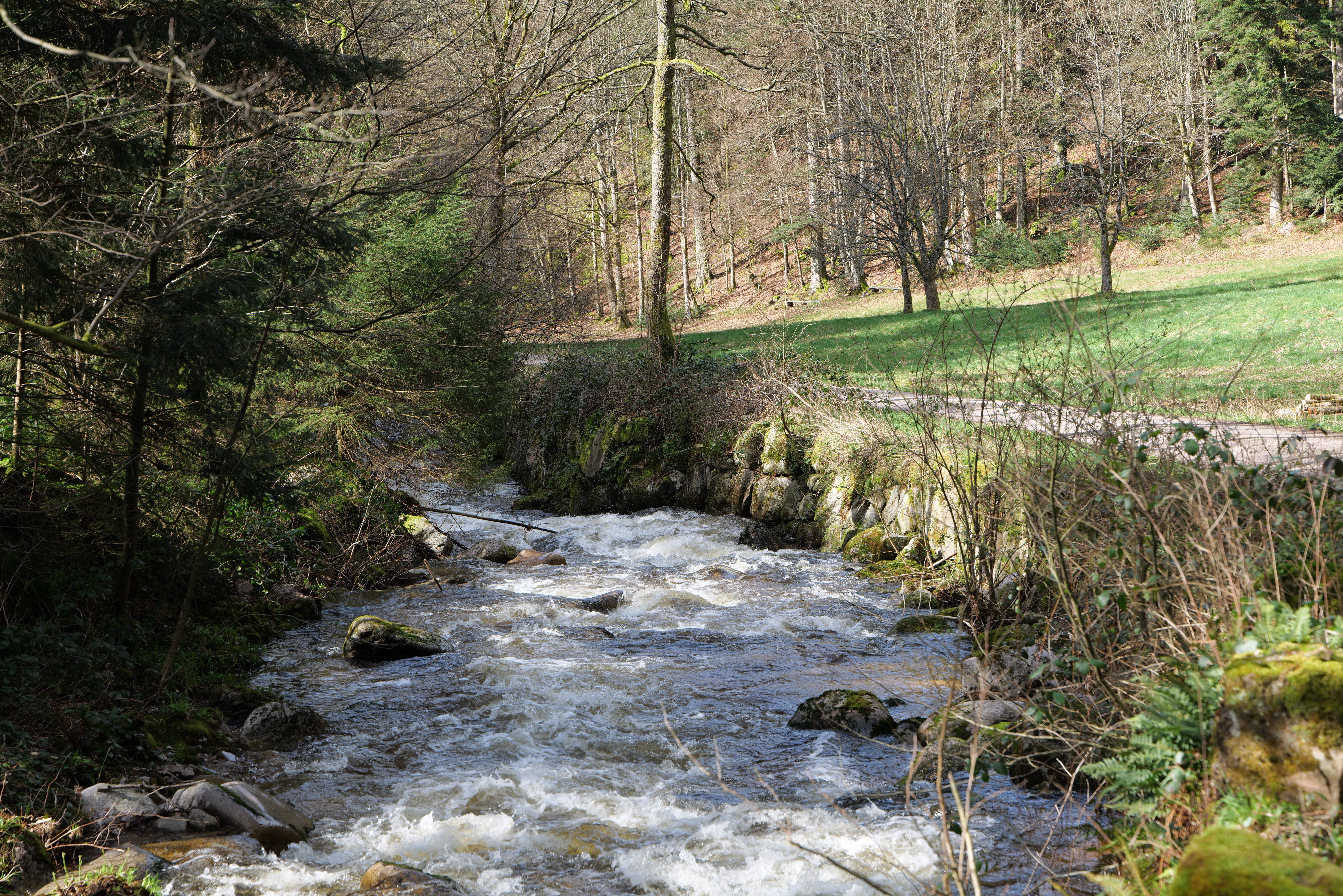
Grobbach oberhalb des Grobbachhofs
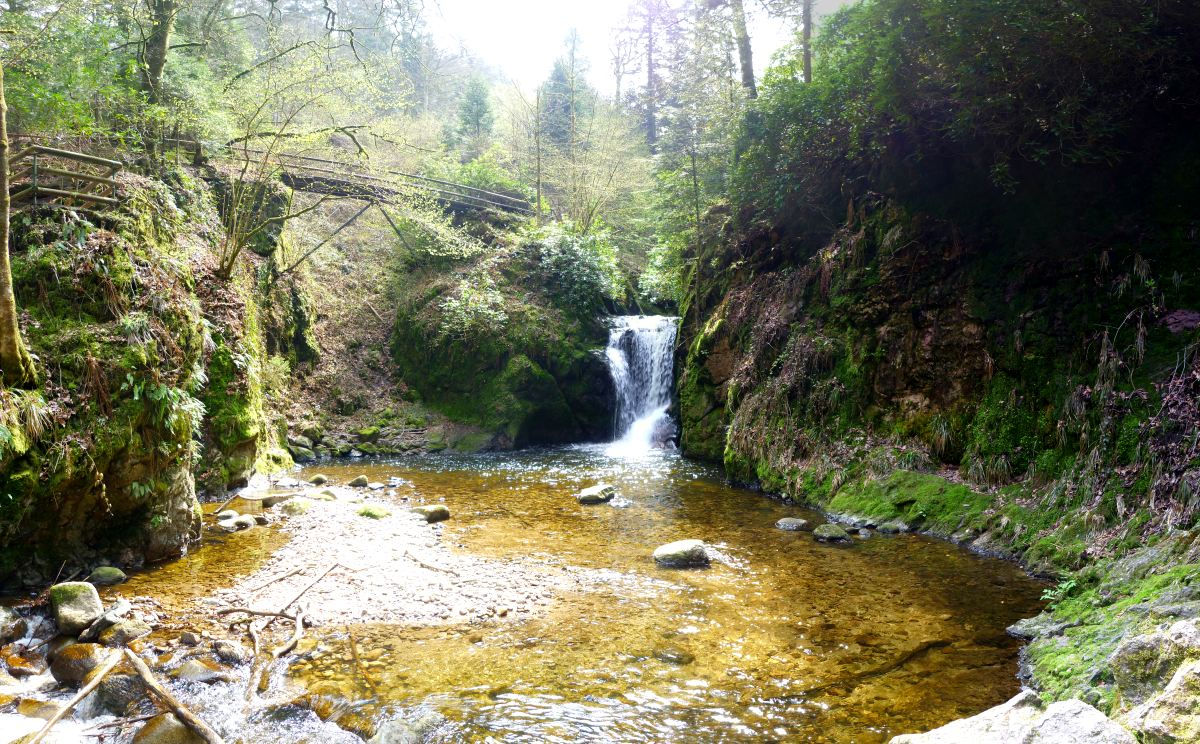
Geroldsauer Wasserfall
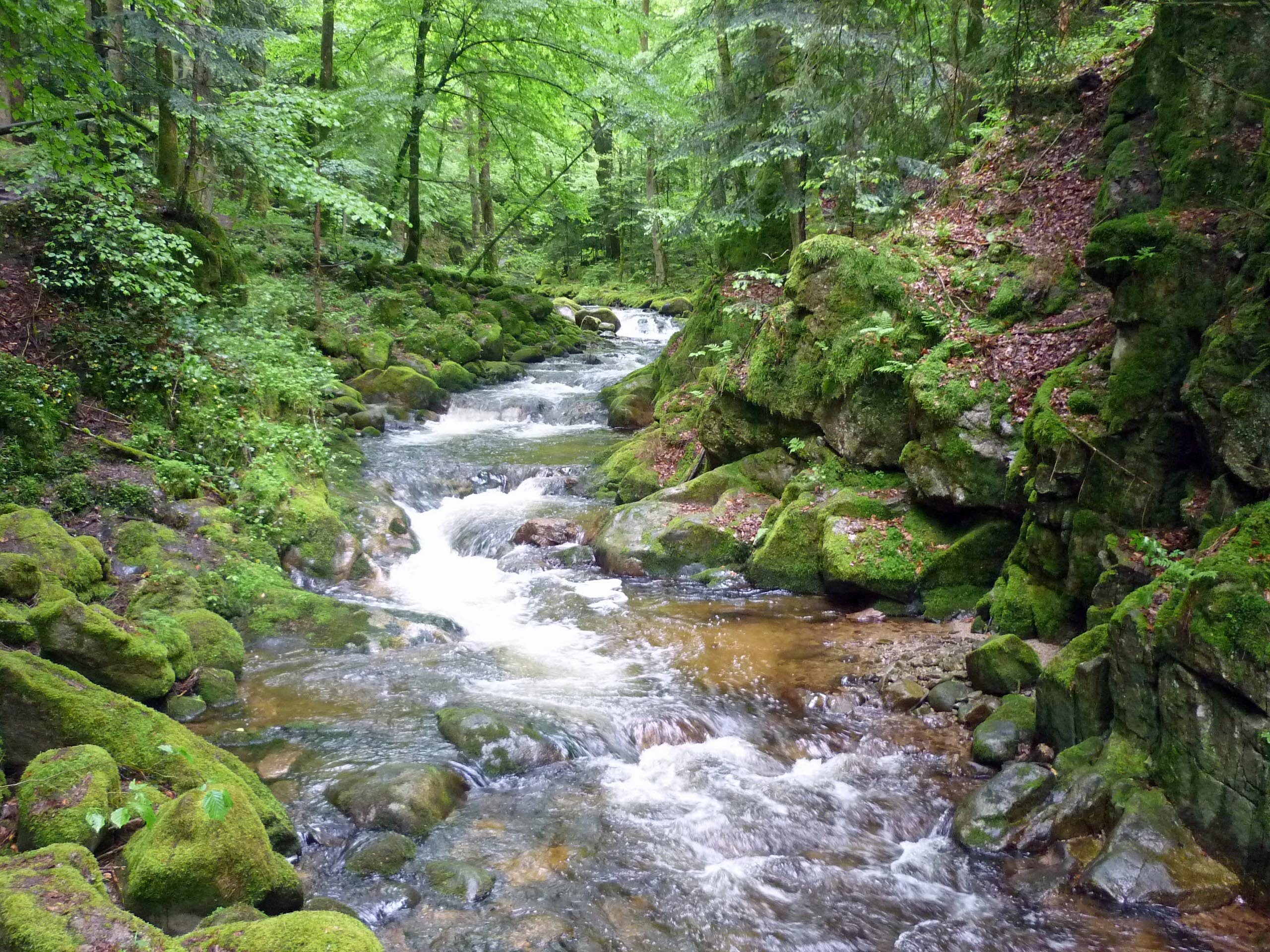
Im engen Talabschnitt unterhalb des Wasserfalls
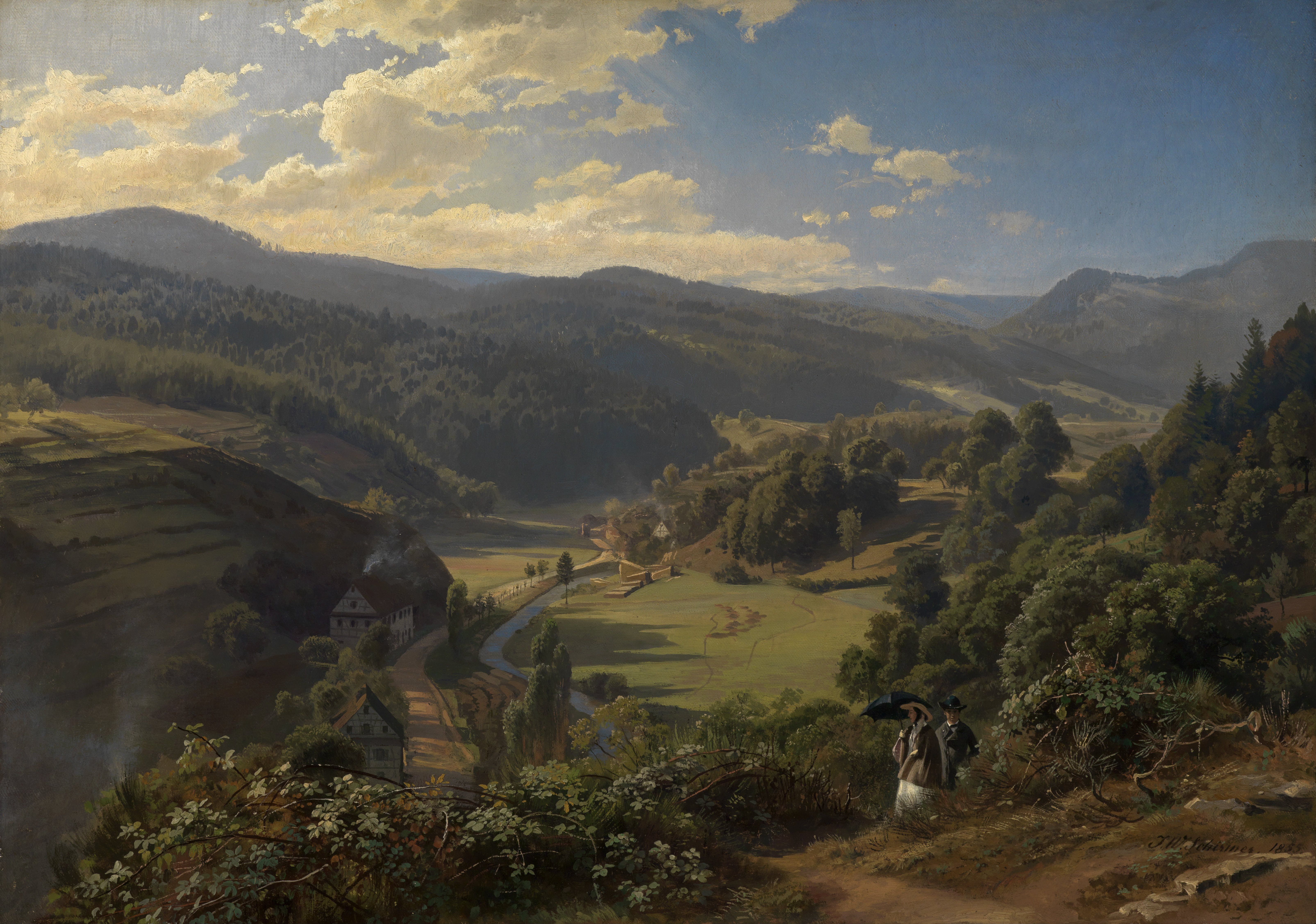
Das Geroldsauer Tal in einem Gemälde von J.W. Schirmer von 1855